# Radio Castilla
Radio Castilla-Cadena SER Burgos es una emisora de radio de la ciudad de Burgos. Fue puesta en marcha el 1 de octubre de 1933 por Manuel Mata Villanueva.

## Historia
Radio Castilla comenzó sus emisiones en pruebas en septiembre de 1933 y su inauguración oficial fue el 1 de octubre de 1933. Se encontraba situada en los bajos del Teatro Principal de Burgos, en el Paseo del Espolón. Radio Castilla fue la principal emisora del bando nacional hasta la creación de Radio Nacional de España a mediados de 1937. Durante la Guerra Civil fue una eficaz arma de propaganda gracias a la colaboración de los concejales Florentino Martínez Mata, ingeniero falangista y Julio Gonzalo Soto. En septiembre de 1936 aumentó su potencia a a dos kilovatios y emitió en varios idiomas.
En 1953 comenzó a emitir contenidos de la SER y en 1996 se integró definitivamente en el grupo de emisoras de la Cadena SER.

## Actualidad
Actualmente tiene el nombre de Radio Castilla-Cadena SER Burgos y comparte sus instalaciones de la Plaza de España con Los 40 Principales y Cadena Dial.
Su cobertura alcanza la práctica totalidad de la provincia de Burgos.

## Programación

### Nacional
| Programa                 | Horario              | Director/a          |
| Hoy por hoy              | (L-V) 06.00-12.20    | Àngels Barceló      |
| Hora 14                  | (Diario) 14.00-15.00 | Javier Casal        |
| La Ventana               | (L-V) 16.00-20.00    | Carles Francino     |
| Hora 25                  | (L-V) 20.00-23.30    | Aimar Bretos        |
| El larguero              | (Diario) 23.30-01.30 | Manu Carreño        |
| El faro                  | (L-V) 01.30-04.00    | Mara Torres         |
| Matinal SER              | (S-D) 07.00-07.30    | Sergio Soto Reguera |
| A vivir que son dos días | (S-D) 08.00-12.00    | Javier del Pino     |
| Carrusel Deportivo       | (S-D) 15.00-00.00    | Dani Garrido        |

### Local
| Programa                          | Horario               | Director/a          |
| Informativos locales y regionales | Varios tramos diarios |                     |
| Burgos Hoy por hoy                | (L-V) 12.30-14.00     | Rosalía Santaolalla |
| Hora 14 Burgos                    | (Diario) 14.15-14.30  |                     |
| SER Deportivos Burgos             | (L-V) 15.10-16.00     | Jorge Monje         |
| A vivir Burgos                    | (Domingo) 12.05-14.15 |                     |

### Frecuencias
| Emisora                              | Frecuencia |
| Radio Castilla (onda media)          | 1287 AM    |
| Radio Castilla (frecuencia modulada) | 97.1 FM    |
| Los 40 Classic                       | - FM       |
| Los 40                               | 89.1 FM    |
| Cadena Dial                          | 94.3 FM    |

- Datos: Q6096221